# Remicourt (Belgique)
Pour les articles homonymes, voir Remicourt.
Remicourt (en wallon Remicoû) est une commune francophone de Belgique située en Région wallonne dans la province de Liège, ainsi qu'une localité où siège son administration.

## Géographie

### Sections de commune
| # | Nom       | Superf. (km²) | Habitants (2020) | Habitants par km² | Code INS |
| - | --------- | ------------- | ---------------- | ----------------- | -------- |
| 1 | Remicourt | 5,19          | 1.662            | 320               | 64063A   |
| 2 | Lamine    | 2,46          | 704              | 286               | 64063B   |
| 3 | Pousset   | 4,54          | 950              | 209               | 64063C   |
| 4 | Hodeige   | 2,68          | 1.098            | 410               | 64063D   |
| 5 | Momalle   | 7,04          | 1.456            | 207               | 64063E   |

### Communes limitrophes
|         | Oreye     | Crisnée               |
| Waremme | Remicourt |                       |
|         | Donceel   | Fexhe-le-Haut-Clocher |

## Démographie

### Démographie: Avant la fusion des communes
- Source: DGS recensements population
- 1970: Annexion de Lamine en 1965

### Démographie: Commune fusionnée
En tenant compte des anciennes communes entraînées dans la fusion de communes de 1977, on peut dresser l'évolution suivante:
Les chiffres des années 1831 à 1970 tiennent compte des chiffres des anciennes communes fusionnées.
- Source: DGS , de 1831 à 1981=recensements population; à partir de 1990 = nombre d'habitants chaque 1 janvier[1]

## Héraldique
|  | La commune possède des armoiries qui lui ont été octroyées le 18 décembre 1991. Comme aucune des anciennes fusionnées le 1er janvier 1977 pour former la nouvelle commune de Remicourt ne possédaient d'armoiries, le Conseil communal a décidé d'employer celles représentées sur le plus vieux sceau du conseil de Rémicourt datant de 1307. Elles montrent les pales des Comtes de Loon (Looz) avec une marque comme en usait la famille Looz-Agimont depuis Arnould d'Agimont, Seigneur de Thynes au XIVe siècle. Blasonnement : Durelé d'or et de gueules de dix pièces, au lambel d'azur à trois pendants à la ancienne brochant sur les quatre premières burelles. Source du blasonnement : Heraldy of the World. |

## Politique et administration

### Collège et conseil communal 2024-2030
| Collège communal  |                   |                   |
| ----------------- | ----------------- | ----------------- |
| Bourgmestre       | Luc Lhoest        | Alternatives      |
| 1er Échevin       | Nicolas Andries   | PROGRES           |
| 2e Échevine       | Hélène Pendeville | Alternatives      |
| 3e Échevin        | Michel Piron      | PROGRES           |
| 4e Échevin        | Isabelle Coheur   | Alternatives      |
| Président du CPAS | René Seutin       | MR - Alternatives |